# Từ Minh
Từ Minh, nome completo Phan Thi Dieu (in cinese: 慈明惠皇后; Vietnam, 8 settembre 1855 – Huế, 27 dicembre 1906), è stata un'imperatrice vietnamita, moglie di Dục Đức e madre di Thành Thái.

## Biografia
Originaria dalla famiglia Phan (潘氏), originariamente chiamata Dieu (調), proveniente dal distretto di Quang Dien, nella provincia di Thua Thien. Era la figlia maggiore di Phu Quoc Cong Phan Dinh Binh e di lady Phu Quoc Nhat Nhat Nguyen Thi Dao (扶國一品夫人阮氏桃). Quando divenne adulta, sposò come concubina il principe Nguyen Phuc Ung Chan (il futuro Dục Đức), durante il regno dell'imperatore Tự Đức.
Nel 1883, alla morte di Tu Duc, Ung Chan sperava di succedergli, ma tre ministri, tra cui Tôn Thất Thuyết, Nguyễn Văn Tường e Trần Tiễn Thành, furono nominati co-reggenti. Questi chiesero all'imperatrice vedova Từ Dụ di deporre il nuovo imperatore a causa dei suoi vizi. Con il consenso dell'imperatrice vedova, i tre reggenti imprigionarono Ung Chan nella residenza Dục Đức đường e la sua posizione fu abolita prima che potesse adottare un nome regale. Per questo motivo, il nome "Dục Đức" venne successivamente associato alla sua residenza.
Lady Phan e i suoi figli furono posti agli arresti domiciliari nella residenza di Trấn Vũ, per poi essere trasferiti a vivere nel villaggio di Phu Luong, nel distretto di Quang Dien. Successivamente, Phu Quoc Cong fu punito, privato di tutti i suoi titoli, e sua moglie fu rimandata alla residenza di Trấn Vũ.
Nel 1889, alla morte di Dong Khanh, la grande imperatrice vedova Từ Dụ scelse il figlio di Phan, Nguyen Phuc Buu Lan, come nuovo imperatore, con il nome di Thanh Thai. In quell'occasione, lady Phan poté tornare a vivere nel palazzo imperiale. Nel mese di ottobre del primo anno di regno di Thanh Thai, la grande imperatrice vedova Tu Du fu promessa con il titolo di Gran Grande Imperatrice Vedova Từ Dụ (vietnamita: Từ Dụ thái thái hoàng thái hậu; chữ Hán :慈裕太太皇太后)
Nel novembre del 1890, Thanh Thai seguì l'usanza di chiamare lady Phan "Madre Imperiale", celebrandone il compleanno come Khon Thanh Tiet (坤成節). Tuttavia, fu solo nel 1892 che venne ufficialmente onorata come imperatrice vedova. Inoltre, Dục Đức fu onorato postumo con il titolo di Imperatore Cung Tong Hue (恭宗惠皇帝).
L'imperatrice vedova Tu Minh morì il 27 dicembre 1906, all'età di 51 anni. Fu sepolta ad An Lang, vicino alla tomba del palazzo dell'imperatore Tong Hue. Il suo titolo completo era Imperatrice Tu Minh Thuc Thien Nhu Thuan Hue (慈明淑善柔順惠皇后).